# Tomoplagia dejeanii
Tomoplagia dejeanii
 es una especie de insecto del género Tomoplagia de la familia Tephritidae del orden Diptera. 
Robineau-Desvoidy la describió científicamente por primera vez en el año 1830.